# 国際連合エルサルバドル監視団
国際連合エルサルバドル監視団（こくさいれんごうエルサルバドルかんしだん United Nations Observer Mission in El Salvador,ONUSAL）は国際連合平和維持活動(PKO)の一。1991年5月20日の国際連合安全保障理事会決議693に基づき設立された。エルサルバドルにおける人権状況の監視と和平合意および武装解除の遂行状況監視、さらには司法・社会制度および警察機構の改革支援を行なっている。

## 概要
冷戦の緩和・終結に伴い、1989年頃からエルサルバドル内戦の停戦協議が、政府とファラブンド・マルティ民族解放戦線(FMLN)が国際連合の仲介の下で行なわれていた。1990年には双方の人権の尊重と言う点で合意を見、停戦合意はなされていないものの人権状況の監視のために安保理決議693号に基づきONUSALが派遣されることとなった。実働開始は1991年7月。これは内戦中にお互いの人員に対する暴行・虐殺が相次いだためである。1992年1月には停戦・和平合意が成立し、ONUSALの任務に停戦および和平合意の遂行状況監視が加えられた。1992年中にFMLNの武装解除および合法政党化が完了すると、1993年には公正な選挙の実施支援およびエルサルバドルの司法・社会制度および警察機構の改革支援も行なうこととなった。選挙はONUSALによる国際的監視の下、1994年に実施された。
ONUSALは任務を完了し、1995年4月に国際連合エルサルバドル・ミッション(United Nations Mission in El Salvador,MINUSAL)へと移行した。なお、ONUSALの規模は最大の1992年時点で軍事要員368名、文民315名。選挙時には900名の選挙監視要員が加わっている。